# Stylianos Negrepontis

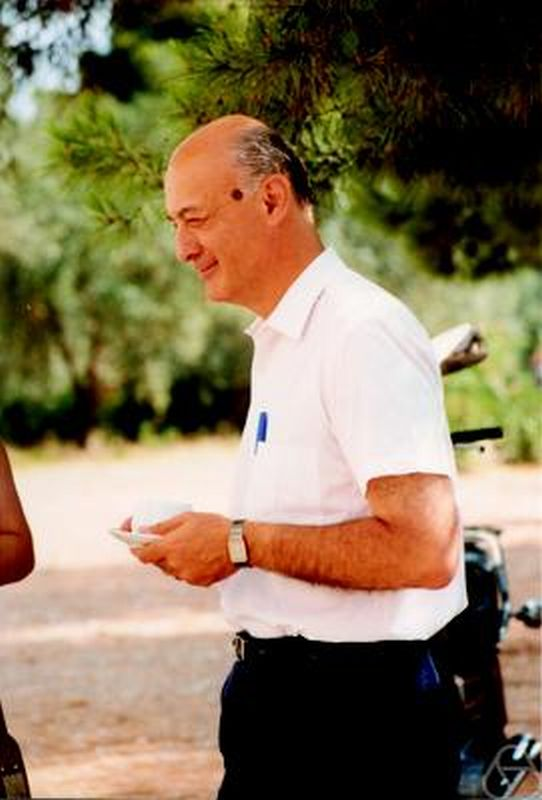
Stylianos Negrepontis 1992

Stylianos „Stelios“ Negrepontis (griechisch Στυλιανός «Στέλιος» Νεγρεπόντης, * 22. Februar 1939 in Thessaloniki) ist ein griechischer Mathematiker.
Negrepontis studierte an der University of Rochester Physik mit dem Bachelor-Abschluss 1961 und Mathematik mit dem Master-Abschluss 1963 und der Promotion 1965 bei W. Wistar Comfort (A homology theory of real compact spaces). Er war ab 1965 Assistant Professor an der Indiana University in Bloomington, ab 1966 Associate Professor an der McGill University in Montreal, was er bis 1976 blieb. Ab 1973 war er Professor an der Universität Athen, an der er 2006 emeritiert wurde. Er war 1983 bis 1989 und 1992 bis 1994 dort Vorstand der Mathematikfakultät und 1986 bis 1988 Vizerektor.
Er befasst sich mit allgemeiner Topologie.

## Schriften
- mit W. Wistar Comfort: The Theory of Ultrafilters. Grundlehren der mathematischen Wissenschaften 211, Springer 1974
- mit Comfort: Continuous Pseudometrics. Marcel Dekker 1975
- mit Comfort: Chain Conditions in Topology. Cambridge University Press, 1982